# Unión Deportiva Las Palmas
La Unión Deportiva Las Palmas, S. A. D., también conocida como Unión Deportiva o Las Palmas, es un club de fútbol español de la ciudad de Las Palmas de Gran Canaria, en la isla de Gran Canaria. Fue fundado el 22 de agosto de 1949 y desde la temporada 2025-26 jugará en la Segunda División de España, esto tras descender de la Primera División de España tras 2 ediciones. Los colores que identifican al club son el azul y el amarillo. Desde 2003 juega como local en el Estadio de Gran Canaria, propiedad del Cabildo. Su filial es Las Palmas Atlético, que actualmente milita en Segunda Federación.
Cuenta con un total de 36 temporadas en Primera División, 33 en Segunda y 6 en Segunda B. Ocupa el vigésimo puesto en la clasificación histórica de Primera División con 1114 puntos. Entre sus logros, destaca un subcampeonato de Primera División en la temporada 1968-69 y otro en la Copa del Rey, tras perder en la final por 3-1 frente al F. C. Barcelona, en su 74.ª edición. Además, también ha ganado cuatro Ligas de Segunda División y dos de Segunda División B. Mantiene una intensa rivalidad con el Club Deportivo Tenerife, contra el que disputa el Derbi canario.

## Historia

### Fundación y primera década
La constante fuga de jóvenes talentos de los clubes canarios a otros de la península con mayores medios y organización hizo que a finales de los años cuarenta la situación del fútbol canario se viese muy mermada. Los diferentes equipos, apoyados por las fuerzas locales, decidieron entonces aunar los esfuerzos de los principales equipos de la ciudad de Las Palmas de Gran Canaria para unirse bajo un nuevo club, que representase honrosamente a la ciudad en categoría nacional. Los impulsores, Manuel Rodríguez Monroy y Adolfo Miranda Ortega, vicepresidente y presidente respectivamente del Comité Regional de la Federación de Fútbol de Las Palmas, convocaron una reunión a tal efecto que tuvo lugar el 28 de febrero en la sede federativa.

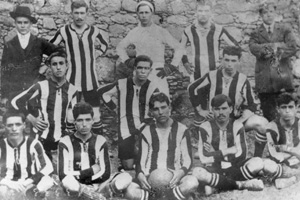
El Real Club Victoria en 1910, uno de los que formaron la unión y que fue homenajeado en 2010.

Dichos clubes, pertenecientes a la Primera Categoría Regional de Las Palmas, finalizaron conversaciones para llegar a un acuerdo el 22 de agosto de 1949. La sociedad resultante recibió la denominación de Unión Deportiva Las Palmas, en honor a la fusión realizada por los cinco equipos locales: el Club Deportivo Gran Canaria, el Atlético Club —otrora Club Deportivo Santa Catalina—, el Real Club Victoria, el Arenas Club y el Marino Fútbol Club. Si bien el C. D. Gran Canaria y el Arenas Club fueron los principales valedores, todos participaron como pudieron en el nacimiento del club.
Con José del Río Amor como primer presidente de la entidad, se acordaron los colores del uniforme que fueron en adelante camisa amarilla, pantalón azul y medias azules con vuelta amarilla, colores de la bandera que representa la Provincia Marítima a la que pertenece la ciudad, mientras que disputó sus partidos en el hasta entonces terreno del Marino C. F., el Estadio Las Palmas y posteriormente rebautizado como Estadio Insular.
En octubre del mismo año, con una selección de los mejores jugadores de los clubes fundadores, comenzó a participar en competiciones oficiales merced a su presión a la Real Federación Española, quien el 6 de junio aprobó la inclusión de los equipos grancanarios en competiciones nacionales. En solo dos años logró subir a la Primera División, de la que descendió tras su debut en la temporada 1951-52, merced sobre todo a los resultados fuera de casa, donde solo consiguió registrar un empate como mejor balance. Tras dos nuevas campañas en la segunda categoría volvió a ascender gracias a su prolífica cantera de jugadores, quienes abrieron un período de seis campañas en Primera. Grandes jugadores como Silva y Mújica dieron la estabilidad necesaria en un ciclo en el que la entidad amarilla no sobrepasó el décimo puesto antes de sobrevivir a una eliminatoria de promoción en su quinto año, para acabar descendiendo nuevamente en la campaña 1959-60 tras finalizar último del campeonato.
Durante los primeros años de la década de los sesenta, el club entró en una pequeña crisis deportiva. Por primera vez en su historia recurrió a jugadores foráneos para reforzar su plantilla y en la Liga, aún a pesar de rozar el ascenso, éste se escapó en varias ocasiones por escaso margen. En la temporada 1963-64, con Vicente Dauder en el banquillo reúne un excelente grupo mezclando jugadores extranjeros y canteranos que le proporcionaron el ansiado ascenso a la división de honor. Con este éxito empezaron los mejores años deportivos de la entidad.

### La época dorada
Tras el tercer ascenso, obtenido en la temporada 1964-65, se inicia el período de mayores éxitos del club: 19 años ininterrumpidos en la máxima categoría. Grandes jugadores como Tonono Afonso, Juan Guedes, Francisco Castellano, Germán Dévora y Martín Marrero consiguieron notables logros como el subcampeonato de liga logrado en 1968-69 y otro de Copa del Rey en 1978, o el tercer puesto en liga previo al subcampeonato, ocasión en la que ha estado más cerca de alzarse con el título liguero al finalizar solo cuatro puntos del primer clasificado, el Real Madrid Club de Fútbol.

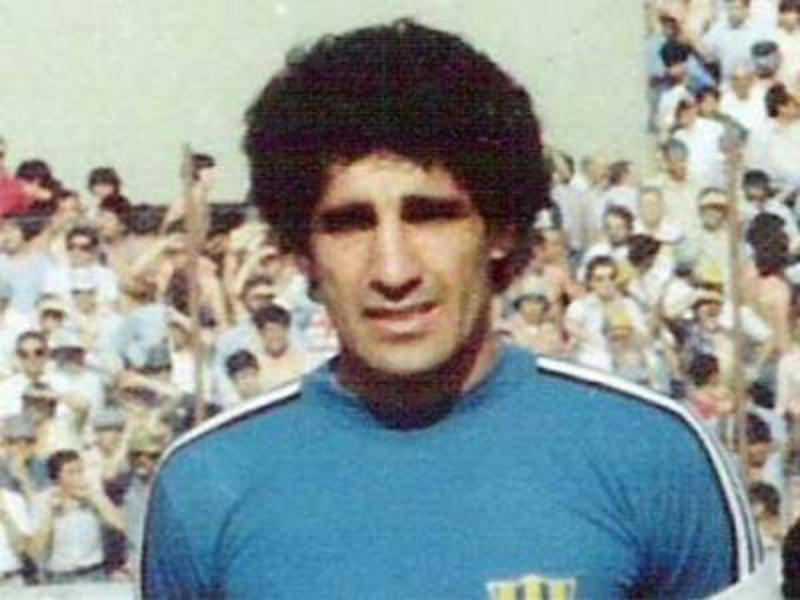
Carnevali fue el portero titular durante 6 temporadas en los que disputó casi 200 partidos.

También es de destacar el debut del equipo en competiciones europeas, primero en la extinta Copa de Ferias en la duodécima edición de 1969-70, y posteriormente en la Copa de la UEFA en las temporadas 1972-73 —en la que disputó su fase final— y 1977-78. En su primera contienda continental en la Copa de Ferias, fue eliminado en la primera eliminatoria previa de los treintaidosavos de final por el Hertha Berliner Sport Club alemán por un resultado global de 0-1. Pese a la buena racha de permanencia mantenida en liga, el club tuvo varios altibajos a principios de los años setenta, en donde hubo de lamentar la temprana pérdida de uno de sus jugadores, Juan Guedes. Guedes falleció con 28 años, lo que obligó a rehacer el equipo para conseguir una quinta plaza final en el campeonato doméstico, que le dio acceso a disputar la Copa de la UEFA. En ella, eliminó a grandes equipos como el Torino Calcio o el Slovan CH.Z.J.D. Bratislava antes de caer eliminado por el Football Club Twente en los octavos de final por un 2-4 global.
Una nueva desgracia se cebó con el equipo al fallecer Tonono por una infección hepática, que convulsionó aún más al equipo, no logrando ya tan destacadas actuaciones. Fue el desembarco de cuatro argentinos el que llevó de nuevo al equipo a un cuarto puesto y a participar de nuevo en competición continental. Daniel Carnevali, Carlos el Puma Morete, Quique Wolff y Brindisi bajo las órdenes de Miguel Muñoz devolvieron los buenos resultados al Estadio Insular. Sin el carismático Wolff, traspasado al Real Madrid, no pudieron mejorar la hasta el momento mejor actuación en Europa del club al caer frente al Ipswich Town F. C. en dieciseisavos de final.
Los resultados llevaron a siete jugadores del equipo amarillo a la selección española en estos dos decenios: los cinco futbolistas históricos ya mencionados más Felipe Martín y Gerardo Miranda.
La buena trayectoria se consumó con un subcampeonato de Copa del Rey en 1978, en el que pese a la derrota frente al F. C. Barcelona, situó al fútbol canario y en particular a la U. D. Las Palmas como uno de los referentes en el país, finalizando la década en los puestos altos de la clasificación liguera.

### El declive y la casi disolución del club

Gráfico del desempeño de la U. D. Las Palmas en la liga 1929-presente

En la temporada 1982-83, tras tres temporadas coqueteando con perder la categoría por la marcha de varios de sus futbolistas, se consumó el descenso a Segunda División, lo que fue un gran mazazo para un club que había enlazado 19 campañas consecutivas en la máxima categoría. El impacto fue grande y, aunque solo dos años después se retornó a Primera, el club no volvió a ser el mismo. De hecho un nuevo descenso en la temporada 1987-88 inició una época muy aciaga, llegando el club a bajar en 1992 a la Segunda División "B", arrastrando una deuda de seiscientos millones de pesetas, lo que hizo temer por su existencia. La conversión en sociedad anónima deportiva y la entrada de capital privado salvaron la situación, volviendo a la división de plata en 1996 y a Primera nuevamente en el año 2000.

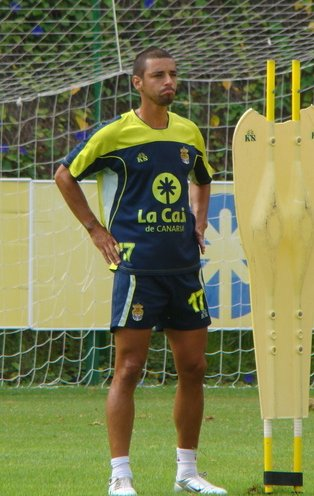
Guayre Betancor.

Nuevos jugadores como Rubén Castro, Guayre Betancor o Ángel López Ruano dieron esperanza al equipo antes de acabar emigrando también y antes de la época más convulsa del club en la temporada 2001-02, en la que había militado hasta entonces un total de 31 temporadas. Tras dicha campaña y con el lastre de una gran deuda se produjo una grave crisis institucional que desembocó deportivamente en un nuevo descenso a Segunda División "B" en la temporada 2003-04. Por segunda vez, y en ruina, el club estuvo a punto de desaparecer, obligando a una intervención judicial auspiciada por la Ley Concursal dirigida por el juez Juan José Cobo Plana.

### Saneamiento del club

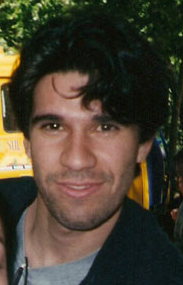
Juan Carlos Valerón logró el ascenso a Primera con la U. D. Las Palmas.

La convulsa situación fue reconducida por los administradores concursales, quienes negociaron un crédito con la Caja Mediterráneo, posibilitando el pago a los acreedores y acercarse a la salvación económica. Al mismo tiempo se logró el ascenso a Segunda División en 2006. En 2012, el club nombró como presidente de honor a su histórico jugador, entrenador y director técnico, Germán Dévora.
En junio de 2015, Alberto López, juez titular del Juzgado de lo Mercantil Número 1 de Las Palmas de Gran Canaria, declaró en un auto la conclusión del concurso por cumplimiento del convenio de acreedores del club, concurso que había sido iniciado en 2004.

### Retorno a la élite

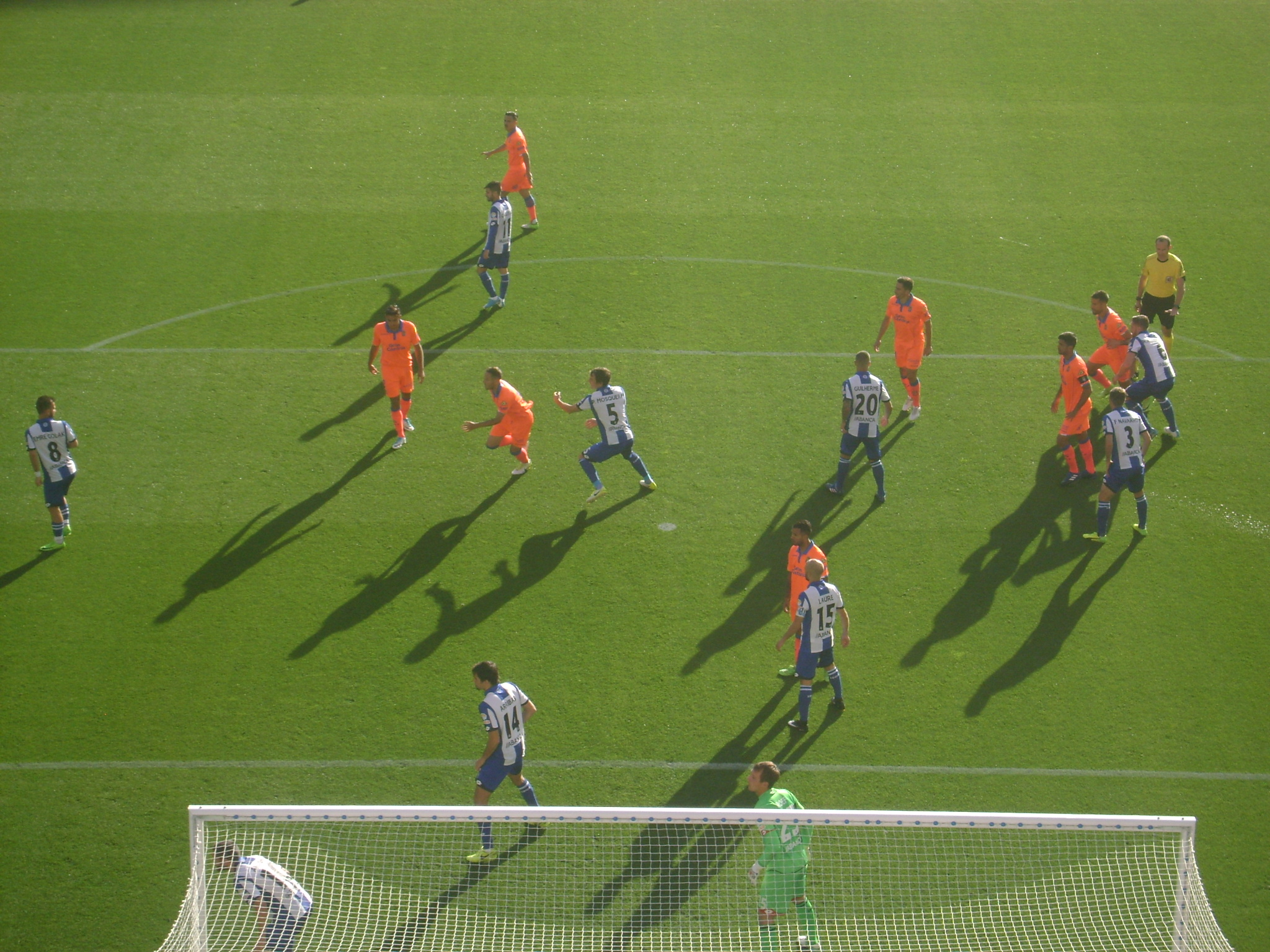
Partido contra el Deportivo de La Coruña en Riazor.

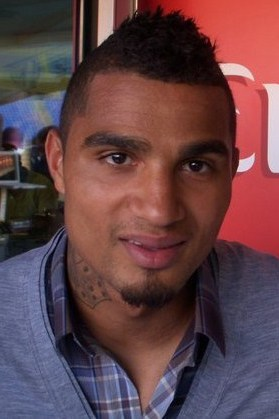
Kevin-Prince Boateng, jugador del club en la temporada 2016-17.

Ese mismo año, el de la temporada 2014-15, logró el ascenso a Primera División después de trece años, al superar a doble partido al Real Zaragoza en la final del play-off de ascenso en el que nuevamente jugadores insulares producto de su fértil cantera se alzaron como los referentes del club.
La temporada 2015-16 consiguió la permanencia en Primera División de la mano de Quique Setién a falta de tres partidos para acabar la liga, acabando la temporada en un meritorio decimoprimer puesto.

### Un nuevo descenso
En la temporada 2017-18, con 4 diferentes entrenadores (Manolo Márquez, Pako Ayestarán, Paquito Ortiz y Paco Jémez), llegó a la jornada 34 con 21 puntos, sin ganar desde el 5 de febrero, penúltimos, se produjo el descenso matemático tras una derrota ante Deportivo Alavés.

### Regreso a primera cinco años después
En la temporada 2022-23 logró el ascenso a Primera División de la mano del entrenador García Pimienta, tras empatar sin goles en la última jornada en casa frente al Deportivo Alavés y alcanzar el subcampeonato con 72 puntos. La temporada siguiente consiguió la permanencia en primera división gracias a una brillante primera vuelta, aunque acaban sufriendo para conseguir el objetivo.

## Símbolos

### Historia y evolución del escudo
El escudo, diseñado por Simón Doreste y Doreste, tiene como base un fondo de zafiro y en el centro el escudo de la ciudad orlado con los escudos de los cinco equipos fundadores. Entre la corona y el escudo de la ciudad aparece una cinta amarilla que lleva el nombre de la entidad, el de la ciudad y el del archipiélago al que representa. Entre la orla de los escudos de los cinco clubes fundadores y el escudo de la ciudad se encuentra en una cinta blanca el lema "segura tiene la palma".
La Unión Deportiva Las Palmas posee en su escudo una corona y sin embargo no tiene el título de "real". Esto se debe a que la corona fue heredada del Real Club Victoria, club fundador.

### Himno
El club ha tenido dos himnos oficiales siendo el segundo el que más éxito popular obtuvo. El primero fue compuesto por José Trunchado y llevaba por título “Arriba de ellos”. Gonzalo Monasterio (letra) y Peón Real (música) crearon el actual himno de la Unión Deportiva Las Palmas, himno que desde un primer momento fue bien acogido por la afición amarilla. Este himno ganó en Barcelona el tercer puesto en el Festival de la Canción Deportiva.

### Amarillo es mi color
En 2009 el club convocó un certamen denominado "el Piotemazo" para crear el himno del 60 aniversario, el vencedor fue Luis Quintana con la canción Amarillo es mi color. La acogida de los aficionados fue excelente y pronto se convirtió en el himno extraoficial, sonando de forma habitual en los prolegómenos de los partidos de casa, especialmente en los trascendentales, y en las celebraciones.

## Uniforme

Bandera de Gran Canaria de la que se tomaron los colores del club.

El uniforme de la Unión Deportiva Las Palmas quedó establecido desde el inicio de la historia del club con los colores representativos de la isla de Gran Canaria. Así, se estipuló usar una camisa amarilla lisa, un calzón azul fuerte liso, y medias azules con borde amarillo y que recogió el diario Canarias Deportiva en su edición del 20 de octubre de 1949: “[...] El oro de nuestras playas y el azul de nuestro mar”.
En los últimos años el segundo uniforme del club ha correspondido de manera rotativa a cada uno de sus clubes fundadores, coincidiendo con el año en el que hubiesen celebrado sus respectivos centenarios. De igual modo, es significante la medida que adoptó en su etapa reciente de vestir a sus equipos de la cantera con un equipaje similar al del primer equipo, pero no idéntico. El motivo fue con la idea de su motivación deportiva, manifestando que solo aquellos jugadores de la cantera que luchen por un puesto en el primer equipo, serían merecedores de vestir la casaca amarilla.
- Uniforme titular: camiseta amarilla, pantalón y medias azules.[44]
- Uniforme alternativo: camiseta de color celeste homenaje al Marino F. C., club fundador, incluyendo un estampado con monumentos emblemáticos de Gran Canaria como el Roque Nublo, y pantalón blanco.[45]
- Tercer uniforme: camiseta blanca con motivos marrones y dorados, pantalón marrón con motivos blancos y dorados.[46]

| Primero | (Ver evolución) | Actual |

### Fabricantes y patrocinador
| Periodo   | Fabricante de la equipación                            | Patrocinador principal      |
| --------- | ------------------------------------------------------ | --------------------------- |
| 1970-1984 | Mont-Halt                                              | Ninguno                     |
| 1984-1990 |                                                        | La Caja de Canarias         |
| 1990-1991 | La Caja de Canarias Plátano de Canarias Las Palmas Bus |                             |
| 1991-1992 | Clipper Plátano de Canarias                            |                             |
| 1992-1993 | Mitsubishi Motors La Caja de Canarias                  |                             |
| 1993-1994 | Acadesa La Ballena Las Palmas Bus Mitsubishi Motors    |                             |
| 1994-1995 | Gran Canaria                                           |                             |
| 1995-1996 | Ron Arehucas                                           |                             |
| 1996-1999 | La Caja de Canarias Canarias                           |                             |
| 1999-2000 | La Caja de Canarias Gran Canaria                       |                             |
| 2000-2002 | La Caja de Canarias Gran Canaria Domingo Alonso        |                             |
| 2002-2003 | La Caja de Canarias                                    |                             |
| 2003-2004 | La Caja de Canarias Gran Canaria                       |                             |
| 2004–2008 | La Caja de Canarias Gran Canaria                       | Pi 3.14                     |
| 2008-2012 | La Caja de Canarias Gran Canaria                       | KS Sport                    |
| 2012-2014 |                                                        | Gran Canaria Domingo Alonso |
| 2014-2015 | [ 49 ]                                                 | Gran Canaria Grupo Ralons   |
| 2015-2019 | [ 49 ]                                                 | Gran Canaria                |
| 2019-     | [ 50 ]                                                 | Gran Canaria                |

## Instalaciones

### Estadio
La Unión Deportiva Las Palmas juega todos sus partidos oficiales en el Estadio de Gran Canaria desde la temporada 2003-04. Es el sucesor del Estadio Insular, donde jugó sus partidos el equipo desde 1949 hasta 2003.
Este campo de juego, ubicado en el barrio de Siete Palmas, tiene una capacidad de 32 392 espectadores. Originalmente fue concebido como estadio multiusos, contando con pista de atletismo cuando fue inaugurado el 8 de mayo de 2003. El partido inaugural enfrentó a la Unión Deportiva Las Palmas con el RSC Anderlecht de Bélgica. El encuentro terminó con el resultado de 2-1 favorable a los amarillos, con goles de Rubén Castro y Alain Nkong.
En 2014 se inició un proceso de remodelación para acercar el graderío al terreno de juego y prescindir de la inutilizada pista de atletismo, lo cual elevaría el aforo hasta los 33 070 espectadores. Finalmente se consideró finalizada la primera fase de esa remodelación en enero de 2016 con un aforo final de 32 392 espectadores. Con motivo de la concesión de una sede del Mundial 2030 se proyectó una nueva reforma que, entre otros elementos, añadirá una cubierta integral del graderío y llevará el aforo a 44 484 espectadores, con junio de 2029 como fecha máxima de finalización de la obra.

### Otras instalaciones
Las instalaciones de Barranco Seco eran el lugar habitual de entrenamiento de la primera plantilla desde 1982. Contaba con dos terrenos de juego de césped natural. En junio de 2015 se inició el proyecto de la Ciudad Deportiva en la misma ubicación. Las obras se iniciaron en 2017, en un proyecto de 10 meses, que sin embargo se alargó dos años. Finalmente el 8 de julio de 2019 se inauguraron oficialmente las nuevas instalaciones.
El complejo dispone de tres campos de entrenamiento, complementados con un edificio de 4 plantas con distintas instalaciones y otras dependencias para un total de 5000 metros cuadrados de construcción. Dos de los terrenos de juego son de césped natural (los campos Ernesto Aparicio y David García Santana) y un tercero de césped artificial (Campo Manuel Betancor).

## Organigrama deportivo

### Jugadores
- Los jugadores con dorsales superiores al 25 son, a todos los efectos, jugadores del Unión Deportiva Las Palmas Atlético y como tales, podrán compaginar partidos con el primer y segundo equipo. Como exigen las normas de la Liga Nacional de Fútbol Profesional, los jugadores de la primera plantilla deberán llevar los dorsales del 1 al 25.
- Los equipos españoles están limitados a tener en la plantilla un máximo de tres jugadores sin pasaporte de la Unión Europea o asociados. La lista incluye solo la nacionalidad deportiva cada jugador.
- La procedencia de los jugadores indica el anterior club que poseía los derechos federativos del jugador, independientemente de su pertenencia contractual.

## Entrenadores

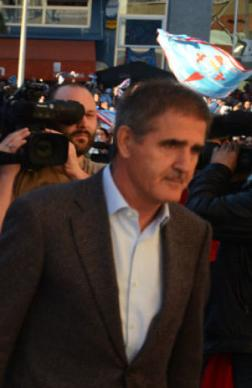
Paco Herrera fue el entrenador durante el ascenso de la temporada 2014-15.

Desde su fundación, la Unión Deportiva ha tenido 79 cambios de entrenador (sumando los interinos). Entre esos 79, varios de ellos han dirigido al equipo en más de una ocasión. En total 61 entrenadores diferentes han ocupado el cargo en la historia del club. Pierre Sinibaldi es el entrenador que ha dirigido más partidos con 166 en cuatro temporadas completas. Le siguen Roque Olsen con 135, Luis Molowny con 130, Juan Manuel Rodríguez con 125, Sergio Krešić con 120, Satur Grech con 113, Paco Castellano con 108 y Vicente Dauder con 104 encuentros.
Si hablamos de éxitos deportivos, el equipo grancanario posee 9 ascensos (7 a Primera y 2 a Segunda). El primer ascenso fue conseguido por Arsenio Arocha. Los ascensos a Primera fueron conseguidos cronológicamente por Arsenio Arocha, Jesús Navarro, Vicente Dauder, Roque Olsen, Sergio Krešić, Paco Herrera, y el más reciente por Francisco Javier García Pimienta. Los ascensos a Segunda fueron conseguidos por Pacuco Rosales y Juanito Rodríguez. Respecto a las nacionalidades de los entrenadores de la Unión Deportiva, predominan absolutamente los entrenadores españoles, si bien otras 9 nacionalidades diferentes han ocupado el banquillo.

### Más partidos
| Pos. | Entrenador           | Carrera                             | Partidos | PG | PE | PP | Ref            |
| ---- | -------------------- | ----------------------------------- | -------- | -- | -- | -- | -------------- |
| 1    | Pierre Sinibaldi     | 1971-1975                           | 166      | 65 | 36 | 65 | [ 99 ] [ 100 ] |
| 2    | Roque Olsen          | 1976-77, 1984-85 y 1990-1992        | 135      | 63 | 31 | 41 | [ 101 ]        |
| 3    | Luis Molowny         | 1957-58, 1959-60 y 1966-1970        | 130      | 55 | 23 | 52 | [ 102 ]        |
| 4    | Pepe Mel             | 2019-2022                           | 128      | 44 | 41 | 43 | [ 103 ]        |
| 5    | Juan Manuel          | 2003-04, 2007-2009 y 2010-2012      | 125      | 44 | 38 | 43 | [ 104 ]        |
| 6    | Sergio Krešić        | 1999-2001 y 2009-10                 | 120      | 43 | 35 | 42 | [ 105 ]        |
| 7    | Satur Grech          | 1953-1957                           | 113      | 40 | 24 | 49 | [ 106 ]        |
| 8    | Paco Castellano      | 1994-95, 1996-97, 1998-99 y 2008-09 | 108      | 45 | 37 | 26 | [ 107 ]        |
| 9    | Xavi García Pimienta | 2022-2024                           | 105      | 41 | 34 | 30 | [ 108 ]        |
| 10   | Vicente Dauder       | 1963-1966                           | 104      | 42 | 24 | 38 | [ 109 ]        |

Lista de entrenadores con más de 100 partidos oficiales
En negrita entrenador en el cargo actualmente

## Administración
La Unión Deportiva Las Palmas ha tenido 22 cambios de presidente. El presidente que más tiempo mantuvo el cargo ininterrumpidamente fue Juan Trujillo Febles, llegando a estar quince años seguidos a cargo del club, entre 1959 y 1974. Fernando Arencibia Hernández y Manuel García Navarro han sido los únicos presidentes que desarrollaron su labor en dos períodos. En el caso de Fernando Arencibia en 1988-1989 y 1994-1994, mientras que Manuel García en 1999-2001 y 2004-2005.
Miguel Ángel Ramírez Alonso es el presidente del consejo de administración desde julio de 2005. El consejo de administración está conformado por un presidente, un vicepresidente y dos consejeros.

### Directiva actual
La directiva actual está integrada por un Consejo de administración y una Dirección deportiva:

#### Consejo de administración
El Consejo de administración del club está compuesto por:
| - Presidente: - Miguel Ángel Ramírez Alonso - Vicepresidente: - Nicolás Ortega Ramos | - Dirección general: - Patricio Viñayo García - Consejeros: - Antonio de Armas de La Nuez - Rafael Méndez Martín |

#### Dirección deportiva
La Dirección deportiva del club está compuesta de la siguiente manera:
| - Director deportivo: - Luis Helguera - Jefe de "scouting" nacional: - Juanito Rodríguez | - Jefe de "scouting" internacional - Branko Milovanovic - Director área fútbol base: - Manuel Rodríguez «Tonono» |

## Datos del club
Para los detalles estadísticos del club véase Estadísticas de la Unión Deportiva Las Palmas.

### Denominaciones
A continuación, se listan las distintas denominaciones de las que ha dispuesto el club a lo largo de su historia:
- Unión Deportiva Las Palmas (1949-1992)
- Unión Deportiva Las Palmas Sociedad anónima deportiva (1992-presente). La Unión Deportiva se transformó en sociedad anónima deportiva en 1992.[115][116]

### Trayectoria
Línea de trayectoria en el campeonato de liga.
- Temporadas en 1.ª: 36 (1951-52; 1954-55 a 1959-60; 1964-65 a 1982-83; 1985-86 a 1987-88; 2000-01 a 2001-02; 2015-16 a 2017-18; 2023-24 a 2024-25)
  - Mejor puesto: 2.º (1968-69)
  - Peor puesto: 20.º (1987-88)
- Temporadas en 2.ª: 33 (1950-51; 1952-53 a 1953-54; 1960-61 a 1963-64; 1983-84 a 1984-85; 1988-89 a 1991-92; 1996-97 a 1999-00; 2002-03 a 2003-04; 2006-07 a 2014-15, 2018-19 a 2022-23)
  - Mejor puesto: 1.º (1953-54, 1963-64, 1984-85 y 1999-2000)
  - Peor puesto: 20.º (1991-92 y 2003-04)
- Temporadas en 2.ª B: 6 (1992-93 a 1995-96; 2004-05 a 2005-06)
  - Mejor puesto: 1.º (1992-93 y 1995-96)
  - Peor puesto: 7.º (2004-05)
- Participaciones en Copa del Rey: 67
  - Mejor trayectoria: Subcampeón (1977-78)
- Participaciones internacionales:[117]
  - Copa de Ferias: 1 participación (treintaidosavos de final en la 1969-70)
  - Copa de la UEFA: 2 participaciones (octavos de final en la 1972-73 y dieciseisavos de final en la 1977-78)

Nota: en negrita, competiciones activas.
| Competición     | Temp. | PJ | PG | PE | PP | GF | GC | Dif. | Puntos | Títulos   |
| --------------- | ----- | -- | -- | -- | -- | -- | -- | ---- | ------ | --------- |
| Copa de Ferias  | 1     | 2  | 0  | 1  | 1  | 0  | 1  | -1   | 1      | –         |
| Copa de la UEFA | 2     | 10 | 4  | 2  | 4  | 20 | 16 | +4   | 14     | –         |
| Total           | 3     | 12 | 4  | 3  | 5  | 20 | 17 | +3   | 15     | 0 títulos |

### Registro de temporadas
| Temporada | División     | Pos. | Copa del Rey     |
| --------- | ------------ | ---- | ---------------- |
| 1950-51   | 2.ª División | 3.º  | -                |
| 1951-52   | 1.ª División | 15.º | -                |
| 1952-53   | 2.ª División | 4.º  | Tercera ronda    |
| 1953-54   | 2.ª División | 1.º  | Octavos de final |
| 1954-55   | 1.ª División | 12.º | Octavos de final |
| 1955-56   | 1.ª División | 11.º | Octavos de final |
| 1956-57   | 1.ª División | 10.º | Octavos de final |
| 1957-58   | 1.ª División | 11.º | Cuartos de final |
| 1958-59   | 1.ª División | 14.º | Dieciseisavos    |
| 1959-60   | 1.ª División | 16.º | Dieciseisavos    |
| 1960-61   | 2.ª División | 5.º  | Octavos de final |
| 1961-62   | 2.ª División | 4.º  | Primera ronda    |
| 1962-63   | 2.ª División | 3.º  | Dieciseisavos    |
| 1963-64   | 2.ª División | 1.º  | Primera ronda    |
| 1964-65   | 1.ª División | 9.º  | Octavos de final |
| 1965-66   | 1.ª División | 10.º | Octavos de final |
| 1966-67   | 1.ª División | 11.º | Octavos de final |
| 1967-68   | 1.ª División | 3.º  | Octavos de final |
| 1968-69   | 1.ª División | 2.º  | Octavos de final |
| 1969-70   | 1.ª División | 9.º  | Octavos de final |
| 1970-71   | 1.ª División | 14.º | Octavos de final |
| 1971-72   | 1.ª División | 5.º  | Octavos de final |
| 1972-73   | 1.ª División | 11.º | Quinta ronda     |
| 1973-74   | 1.ª División | 11.º | Semifinales      |
| 1974-75   | 1.ª División | 13.º | Cuartos de final |
| 1975-76   | 1.ª División | 13.º | Cuartos de final |

| Temporada | División       | Pos. | Copa del Rey     |
| --------- | -------------- | ---- | ---------------- |
| 1976-77   | 1.ª División   | 4.º  | Octavos de final |
| 1977-78   | 1.ª División   | 7.º  | Subcampeón       |
| 1978-79   | 1.ª División   | 6.º  | Cuarta ronda     |
| 1979-80   | 1.ª División   | 12.º | Tercera ronda    |
| 1980-81   | 1.ª División   | 15.º | Primera ronda    |
| 1981-82   | 1.ª División   | 15.º | Octavos de final |
| 1982-83   | 1.ª División   | 16.º | Tercera ronda    |
| 1983-84   | 2.ª División   | 11.º | Semifinales      |
| 1984-85   | 2.ª División   | 1.º  | Cuarta ronda     |
| 1985-86   | 1.ª División   | 13.º | Cuarta ronda     |
| 1986-87   | 1.ª División   | 14.º | Cuarta ronda     |
| 1987-88   | 1.ª División   | 20.º | Octavos de final |
| 1988-89   | 2.ª División   | 11.º | Cuarta ronda     |
| 1989-90   | 2.ª División   | 6.º  | Primera ronda    |
| 1990-91   | 2.ª División   | 15.º | Octavos de final |
| 1991-92   | 2.ª División   | 20.º | Cuarta ronda     |
| 1992-93   | 2.ª División B | 1.º  | Cuarta ronda     |
| 1993-94   | 2.ª División B | 2.º  | Tercera ronda    |
| 1994-95   | 2.ª División B | 3.º  | Cuarta ronda     |
| 1995-96   | 2.ª División B | 1.º  | Segunda ronda    |
| 1996-97   | 2.ª División   | 7.º  | Semifinales      |
| 1997-98   | 2.ª División   | 3.º  | Tercera ronda    |
| 1998-99   | 2.ª División   | 6.º  | Cuarta ronda     |
| 1999-00   | 2.ª División   | 1.º  | Dieciseisavos    |
| 2000-01   | 1.ª División   | 11.º | Tercera ronda    |
| 2001-02   | 1.ª División   | 18.º | Dieciseisavos    |

| Temporada | División       | Pos. | Copa del Rey     |
| --------- | -------------- | ---- | ---------------- |
| 2002-03   | 2.ª División   | 5.º  | Treintaidosavos  |
| 2003-04   | 2.ª División   | 20.º | Treintaidosavos  |
| 2004-05   | 2.ª División B | 7.º  | Treintaidosavos  |
| 2005-06   | 2.ª División B | 3.º  | Tercera ronda    |
| 2006-07   | 2.ª División   | 18.º | Tercera ronda    |
| 2007-08   | 2.ª División   | 8.º  | Dieciseisavos    |
| 2008-09   | 2.ª División   | 18.º | Segunda ronda    |
| 2009-10   | 2.ª División   | 17.º | Tercera ronda    |
| 2010-11   | 2.ª División   | 15.º | Segunda ronda    |
| 2011-12   | 2.ª División   | 9.º  | Segunda ronda    |
| 2012-13   | 2.ª División   | 6.º  | Octavos de final |
| 2013-14   | 2.ª División   | 6.º  | Dieciseisavos    |
| 2014-15   | 2.ª División   | 4.º  | Dieciseisavos    |
| 2015-16   | 1.ª División   | 11.º | Cuartos de final |
| 2016-17   | 1.ª División   | 14.º | Octavos de final |
| 2017-18   | 1.ª División   | 19.º | Octavos de final |
| 2018-19   | 2.ª División   | 12.º | Segunda ronda    |
| 2019-20   | 2.ª División   | 9.º  | Segunda ronda    |
| 2020-21   | 2.ª División   | 9.º  | Segunda ronda    |
| 2021-22   | 2.ª División   | 4.º  | Segunda ronda    |
| 2022-23   | 2.ª División   | 2.º  | Segunda ronda    |
| 2023-24   | 1.ª División   | 16.º | Dieciseisavos    |
| 2024-25   | 1.ª División   | 19.º | Dieciseisavos    |
| 2025-26   | 2.ª División   |      | sd               |

 Ascenso
 Descenso

## Palmarés
La Unión Deportiva acumula en sus años de historia numerosos trofeos. Entre ellos destacan por importancia, un subcampeonato de Liga de Primera División, un subcampeonato de Copa del Rey, cuatro Ligas de Segunda División y dos Ligas de Segunda División B.
En la temporada 2024-25 disputará la treinta y seis edición de la máxima competición española, la Primera División, en la que, como mejor resultado, logró un subcampeonato en la temporada 1968-69 y en donde ocupa el vigésimo lugar en la clasificación histórica. Su peor puesto fue vigésimo en la temporada 1987-88. En sus registros en la Segunda División acumula un total de 33, siendo sus mejores participaciones los campeonatos de 1953-54, 1963-64, 1984-85 y 1999-00, además de un subcampeonato de la Copa de la Liga conseguido en 1984. En el tercer nivel del fútbol español participó una vez en 1949-50 como Tercera y en seis ocasiones como Segunda División B. En cuanto a la segunda competición por importancia en España, la Copa del Rey, el subcampeonato alcanzado en la temporada 1977-78 se mantienen hasta la fecha como su mejor resultado. Cabe destacar sus 10 títulos del Torneo de San Ginés, así como el Trofeo Amberes concedido por la buena labor de cantera en liga nacional.

### Torneos nacionales
Nota: en negrita competiciones vigentes en la actualidad.
| Competición Nacional                      | Títulos                            | Subcampeonatos | Tercero                   |
| ----------------------------------------- | ---------------------------------- | -------------- | ------------------------- |
| Primera División de España (0/1)          |                                    | 1968-69        | 1967-68                   |
| Copa del Rey (0/1)                        |                                    | 1977-78        |                           |
| Segunda División de España (4/1)          | 1953-54, 1963-64, 1984-85, 1999-00 | 2022-23        | 1950-51, 1962-63, 1997-98 |
| Copa de la Liga de Segunda División (0/1) |                                    | 1984           |                           |
| Segunda División B de España (2/1)        | 1992-93, 1995-96                   | 1993-94        | 1994-95, 2005-06          |

### Torneos amistosos

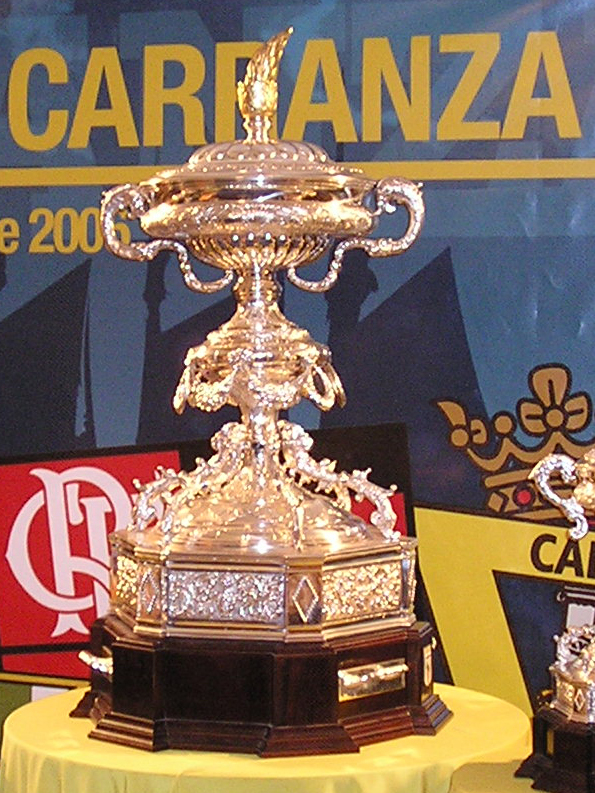
Trofeo Ramón de Carranza.

- Torneo de San Ginés (10): 1989, 1993, 1995, 1996, 2005, 2007, 2008, 2010, 2011 y 2019.[118]
- Trofeo Ciudad de Las Palmas de Gran Canaria (5): 2000, 2001, 2002, 2006 y 2009.[119]
- Trofeo INCA (5): 1966, 1967, 1968, 1969 y 1970.[120]
- Copa Mahou Canarias (3): 2012, 2014 y 2017.[121]
- Trofeo Teide (2): 1987 y 2006.[122]
- Torneo Internacional de Maspalomas (2): 2008 y 2016.[123]
- Memorial Carlos Fuentes (2): 2007 y 2010.[124]
- Trofeo Ciudad de Almería (2): 1977 y 1978.[125]
- Trofeo Ciudad de Ceuta (1): 1980.[126]
- Trofeo Gobierno de Canarias (1): 2011.[127]
- Trofeo Santa Cruz de La Palma (1): 2001.
- Trofeo Concepción Arenal (1): 1976.[128]
- Trofeo Internacional de Pecs (1): 1986.
- Trofeo Ciudad de Melilla (1): 1985.[129]
- Trofeo Ciudad de Pontevedra (1): 1998.[130]
- Trofeo Diputación de Córdoba (1): 2009.[131]
- Trofeo Ciudad de Tarragona (1): 2011.[132][133]
- Torneo Sebastián Martín Melo (1): 2012.[133]
- Trofeo Ciudad de La Laguna (1): 2015.[134]
- Trofeo Ciudad de La Línea (1): 2017.[135]
- Trofeo Ramón de Carranza (1): 2017.[136]

### Distinciones
- Trofeo Amberes (1): 1956, premio a la buena labor de cantera en liga nacional.
- Trofeo Caballero (1): 1967-68, al equipo máximo goleador de Primera División.[137]
- Trofeo Challenge Dicen a la regularidad (1): 1967-68.
- Trofeo Corrección en el Deporte a la deportividad (2): 1971-72 y 1973-74.
- Medalla de la ULPGC (1): 2025.[138][139][140]
- Medalla de Oro de Canarias (1): 2025.[141][142][143][144]

## Participación en competiciones europeas
| Temporada | Competición     | Ronda | Club              | Cómputo global | Ida     | Vuelta  | Referencia |
| --------- | --------------- | ----- | ----------------- | -------------- | ------- | ------- | ---------- |
| 1969-70   | Copa de Ferias  | 1R    | Hertha Berlín     | 0-1            | 0-0 (C) | 0-1 (F) | [ 145 ]    |
| 1972-73   | Copa de la UEFA | 1R    | Torino F. C.      | 4-2            | 0-2 (F) | 4-0 (C) | [ 146 ]    |
| 1972-73   | Copa de la UEFA | 2R    | Slovan Bratislava | 3-2            | 2-2 (C) | 1-0 (F) | [ 147 ]    |
| 1972-73   | Copa de la UEFA | 1/8   | F. C. Twente      | 2-4            | 0-3 (F) | 2-1 (C) | [ 148 ]    |
| 1977-78   | Copa de la UEFA | 1R    | Sloboda Tuzla     | 8-4            | 5-0 (C) | 3-4 (F) | [ 149 ]    |
| 1977-78   | Copa de la UEFA | 2R    | Ipswich Town      | 3-4            | 0-1 (F) | 3-3 (C) | [ 150 ]    |

## Afición
El club cuenta en la temporada 2023-24 con 25 037 abonados. Tiene cuarenta y un peñas oficiales repartidas por la geografía del país.
En la temporada 2022-23, la afición fue galardonada como la mejor afición de la Segunda División.

## Área de comunicación

### Radio oficial
El club cuenta con una emisora de radio oficial, UDRadio. Emite en forma analógica, recibiéndose en toda isla de Gran Canaria. También puede escucharse a través de la página web y de la aplicación oficial, PlayUD.
Los diales en que pueden escucharse son:
- 101.9 Las Palmas de Gran Canaria
- 104.8 Sursureste
- 96.5 Norte (a través de Radio Faro Noroeste)

### Televisión
En julio de 2018 iniciaron las emisiones de UDTV, primero a través de TDT, incorporándose más tarde a las emisiones por internet. El canal dispone programas de producción propia, conexiones con UDRadio como Fiebre Amarilla, y también algunos partidos de la cadena de filiales o reposiciones de partidos del primer equipo. Desde enero de 2021 todos los contenidos audiovisuales del canal pasaron a emitirse en exclusiva a través de la aplicación de pago PlayUD.

## Expansión comercial
En el año 2024, el club lanza una marca de cerveza de tres variedades distintas, con la denominación de "Pío Pío".

## Cantera

### Las Palmas Atlético
Las Palmas Atlético es el primer filial del club desde 1977, aunque existen precedentes de filiales desde 1954. Conocidos por el apelativo de La vela chica, Jugó doce temporadas en Segunda B, máxima categoría alcanzada hasta el momento, las cuatro últimas consecutivas desde 2017, hasta la temporada 2021-22 en la que se instaló en la nueva categoría Segunda División RFEF (4.º nivel). Volvió a Tercera Federación en 2022. En la temporada 2024-25 consiguió un nuevo ascenso a Segunda Federación.

### Unión Deportiva Las Palmas "C"
Cuenta también con un segundo filial, Las Palmas "C", creado en 2006 y que alcanzó la regional Preferente de la provincia de Las Palmas. En el verano de 2010, el club anunció la supresión del mismo, retornando a la competición en la temporada siguiente. En la temporada 2017-18 consiguió el ascenso al grupo XII de la Tercera División de España. El descenso del primer filial en 2022 lo obligó a volver a Regional Preferente a pesar de ser segundo del grupo. En la temporada 2025-26 quedó campeón de su división, volviendo a Tercera gracias al ascenso del primer filial.

### Unión Deportiva Las Palmas Juvenil "A"
La entidad cuenta con un equipo juvenil fundado en el año 1952, ganador de 27 títulos de Liga, una Copa del Rey y nueve Torneos de Adeje.

### Palmarés
- Copa del Rey Juvenil (1): 1971-72[168]
  - Subcampeón de la Copa del Rey Juvenil (1): 1969-70
- Copa Federación (1): 1994-95[169]

## Otras secciones deportivas

### eSports
Desde 2017 cuenta con un equipo de eSports, denominado Las Palmas Unity.

### Fútbol Playa
La entidad también cuenta desde 2022 con un equipo de fútbol playa denominado U. D. Las Palmas Fútbol Playa.
Palmarés
- Liga Territorial de Fútbol Playa de Las Palmas (1): 2024.[173][174]

### Secciones deportivas desaparecidas
La primera sección que tuvo el club fuera del fútbol fue la de baloncesto, tanto masculino desde 1958 hasta 1990, como femenino desde 1965 hasta 1980. El equipo femenino llegó a jugar en Primera División, consiguiendo el ascenso en 1979, justo un año antes de su desaparición como sección.
Otra sección destacada fue la de natación, fundada en 1963, y que dio cabida tanto a la natación de carreras como a la sincronizada, al waterpolo y al pentatlón moderno. La sección se separó de la Unión Deportiva en 1989 dando lugar al Club Natación Las Palmas.
También contó con un equipo de balonmano solo durante dos temporadas entre 1965 y 1967. El ajedrez fue aun más fugaz, con un solo año, 1978, en el que alcanzaron el campeonato de España. Por su parte el atletismo tuvo cabida en el club amarillo en dos etapas la primera entre 1963 y 1971 y la segunda, cuando además se añadió la sección femenina, entre 1980 y 1991.
En septiembre de 2010 se creó un equipo de showbol que participó en el Campeonato Nacional de Liga de Fútbol Indoor. El primer entrenador de esta sección fue Juani Castillo. El campo de juego donde la U. D. Las Palmas disputó sus encuentros fue el Centro Insular de Deportes.
El club contó con un equipo de fútbol femenino durante las temporadas 2009-10 y 2010-11 denominado Unión Deportiva Las Palmas Femenino. Antes de su cierre, jugaba en la Superliga, máxima categoría del fútbol nacional femenino.

## Rivalidades

### Derbi canario
El rival histórico de la Unión Deportiva Las Palmas es el Club Deportivo Tenerife, con el que disputa el derbi canario. Pese a que los dos equipos canarios suman 47 temporadas en Primera (35 Las Palmas y 13 el Tenerife), tan solo han coincidido una vez en la élite.
De los 59 derbis que ha habido, la U. D. Las Palmas ha ganado 24, mientras que el C. D. Tenerife ha ganado 14, contabilizando 21 empates, con 71 goles a favor de la U. D. Las Palmas y 57 goles a favor del Tenerife. La mayor diferencia se debe a los emparejamientos de Copa, pues el balance es claramente a favor de la U. D. Las Palmas con 8 pases, frente a uno solo del Tenerife, de 9 veces que se han visto las caras en distintas eliminatorias coperas.
La victoria más abultada la consiguió el Tenerife en la temporada 2013-14 de Segunda División, en la que el partido acabó con un 3-0 a favor de los tinerfeños, que igualó en diferencia de goles el 1-4 a favor de Las Palmas en Copa del Rey de la temporada 1986-87.

### Derbi de Las Palmas
El club también mantuvo una cierta rivalidad con el extinto Universidad de Las Palmas de Gran Canaria Club de Fútbol desde 2003 hasta la desaparición de este en 2011.

## Filmografía
- «Históricos del balompié: U. D. Las Palmas» (Documental TV). RTVE.es. 1969.
- Gustavo Socorro (director-guionista) (2017). Tardes de gloria. Atlasley Producciones S.L. / Unión Deportiva Las Palmas SAD.[190]